# مرقد روشن أباد
مرقد روشن‌ أباد (بالفارسية: امامزاده روشن‌آباد) هو مرقد شيعي تاريخي يعود إلى القرن التاسع الهجري، ويقع في مقاطعة غرغان.